# Guerra di Banjar
La guerra di Benjar, detta anche guerra dei banjaresi o guerra di Banjarmasin, (1859–1863) fu una guerra di successione del sultanato di Banjar, e una guerra coloniale per la restaurazione dell'autorità olandese nelle parti orientali e meridionali del Borneo.

## Antefatto

### Il XVII secolo
Dal 1606 la Compagnia olandese delle Indie orientali aveva tenuto dei contatti con l'isola del Borneo. Nel 1635 venne siglato il primo contratto col sultanato di Banjar per una fornitura continua di pepe nero, all'epoca prodotto di lusso in Europa e uno dei maggiori motivi d'interesse degli olandesi nell'area.
Nei decenni successivi vi furono diverse schermaglie e scontri armati, in particolare per quanto riguarda mancati adempimenti di tale accordo. Il più serio di questi scontri avvenne nel 1638 e portò all'uccisione di 64 olandesi e di 21 dei loro alleati giapponesi presso Kota Waring.

### L'inizio del XIX secolo
Nel 1809 Herman Willem Daendels, all'epoca governatore delle Indie orientali olandesi, decise di abbandonare la città di Bandjermasin in quanto mantenere una presenza stabile dell'esercito olandese nell'area era stato giudicato poco economico. Ad ogni modo, nel 1811, gli inglesi presero possesso dell'isola nel contesto delle guerre napoleoniche in Europa, stabilendosi in loco e consentendo ad Alexander Hare di formare lo stato indipendente di Maluka presso l'omonimo fiume, a sudest di Barito.
Nel dicembre del 1816, le autorità britanniche dovettero restituire agli olandesi i possedimenti dell'area sulla base di quanto stabilito dal Congresso di Vienna, siglando un nuovo contratto col sultano. Quest'ultimo continuò a regnare, ma dal gennaio del 1817 la bandiera locale venne sostituita da quella olandese. Il potere del sultano divenne sempre più subordinato a quello del residente olandese.
Gli anni successivi vennero segnati da un gran numero di piccole rivolte, e da altrettanti contratti siglati.

### Crisi di successione

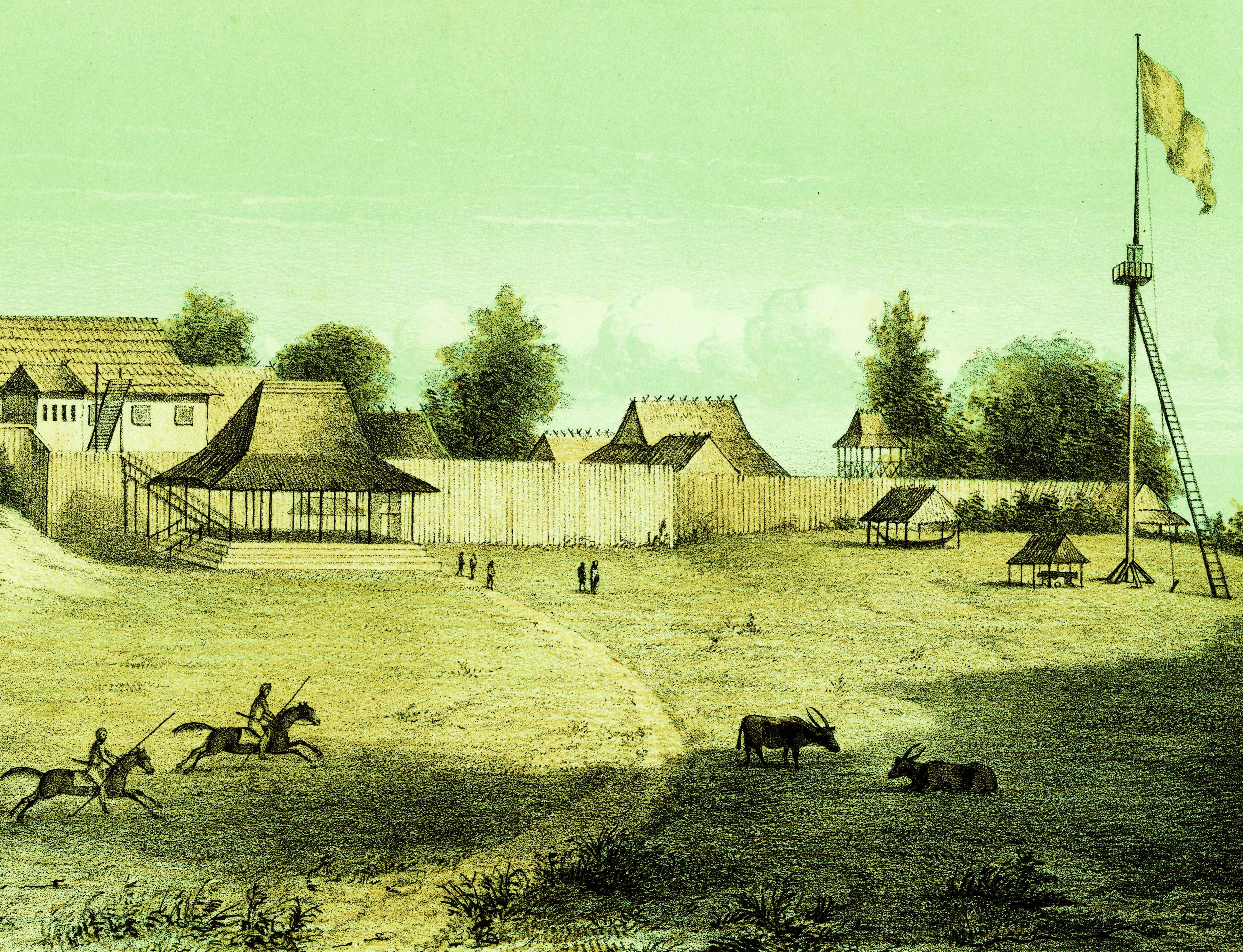
Il kraton (palazzo) del sultano di Bandjar

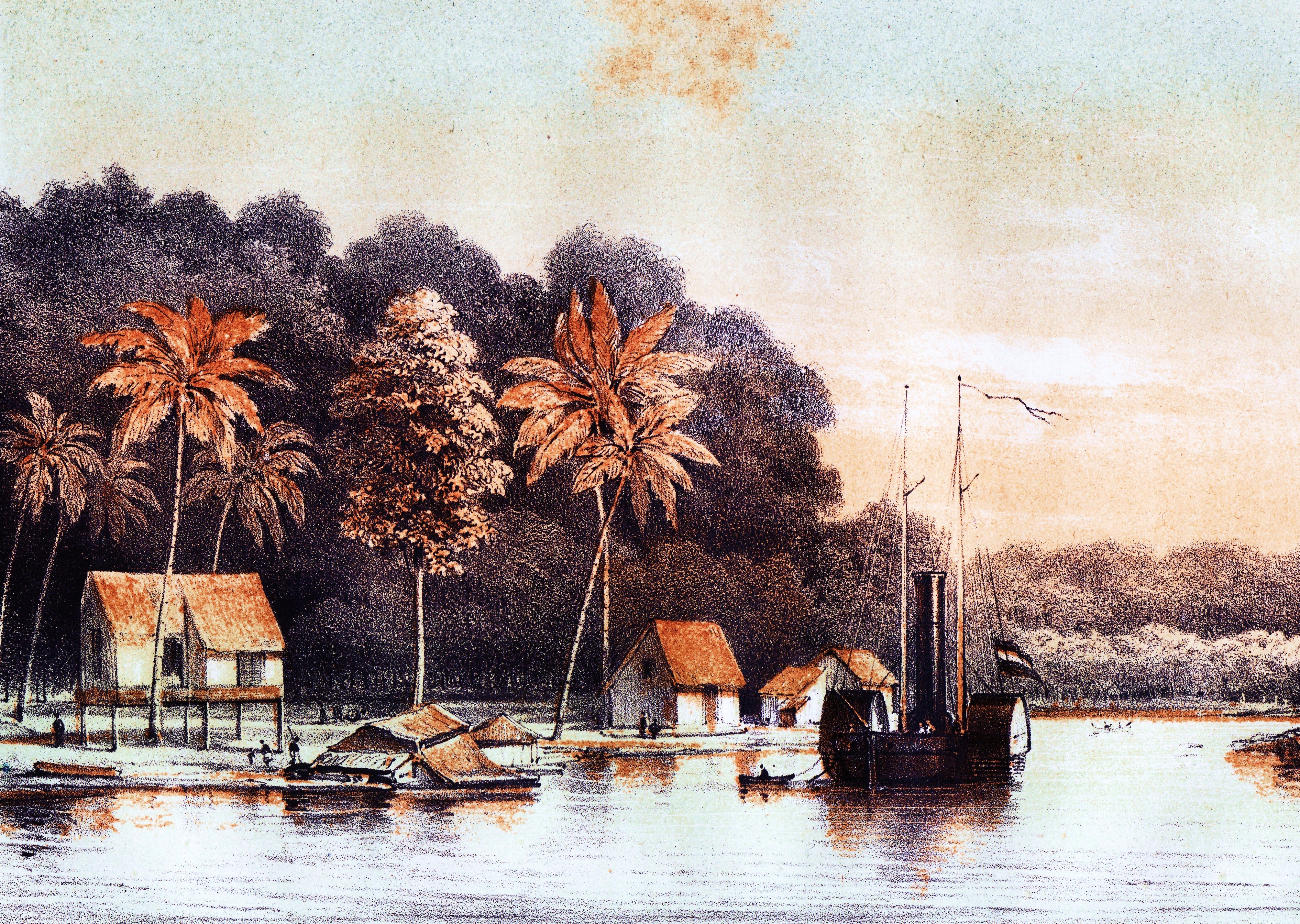
L' Onrust presso Lalutung Tuor.

Nel 1852 l'erede designato del sultano in carica morì e gli olandesi lo rimpiazzarono col nipote illegittimo, Tamjied Illah.
Invano, il sultano Adam dari Banjar e diversi nobili inviarono nel 1853 un emissario a Batavia per sottolineare le ingiustizie commesse dal governo olandese e l'intromissione del residente locale negli affari di successione del sultanato, appellandosi inoltre affinché il governo olandese delle Indie orientali riconoscesse Hidayat come legittimo erede, figlio minore ma legittimo. Nel suo testamento, scritto probabilmente tra la fine del 1853 e l'inizio del 1855, il sultano Adam indicò Hidayat come suo successore, dicendo inoltre che chiunque avesse osato contestare la sua decisione avrebbe dovuto essere messo a morte. Il governo delle Indie orientali olandesi continuò a rifiutare la nomina di Hidayat, offrendogli al contrario la posizione di governatore. In quest'impasse, un fratello del defunto principe ereditario, Prabu Anom, si autoproclamò sultano a Martapura nel 1855, asserendo di essere un candidato migliore dei due. Il governo rispose inviando una nave da guerra a Martapura nel 1856 con una richiesta per il sultano Adam affinché riconoscesse ufficialmente Tamjid quale suo legittimo successore e facesse imprigionare il suo rivale Prabu Anom. Sotto pressione, Adam si accordò per nominare Tamjid quale suo successore e supportò la nomina di Hidayat alla carica di governatore.
Il sultano Adam morì nel novembre del 1857 e venne succeduto da Tamjid, insediato formalmente dal residente olandese van Bentheim a Martapura senza incidenti. Ad ogni modo, quando questi tentò di trovare un accordo con Prabu Anom (da poco rilasciato), questi fuggì presso Hidayat. Van Bentheim ordinò a Hidayat di estradare Prabu Anom entro otto giorni, dietro la promessa che avrebbe comunque garantito la libertà personale allo zio del governatore. Ad ogni modo, il governo olandese ruppe la promessa, arrestò ed esiliò Prabu Anom a Giava. Per protesta, Hidayat chiese le dimissioni da governatore, ma queste gli vennero rifiutate. Durante il 1858, Tamjid ed Hidayat sembrarono cooperare in opposizione al governo olandese, ma a causa della sfiducia reciproca, la loro collaborazione non diede i frutti sperati.

## La guerra
Iniziò così una lotta per il potere tra Tamjid e Hidayat, che divise la popolazione locale. All'inizio del 1859, una rivolta scoppiò ad est di Martapura, e Hidayat venne inviato ad occuparsene. Sul posto, il governatore fu in grado di reperire un documento, siglato e col sigillo di Tamjid, che chiedeva ai ribelli di "far scoppiare una rivolta di modo che la popolazione pensi sia stata causata dal governatore". Hidayat era furioso con Tamjid, diede le dimissioni dalla sua carica e si ritirò dalla politica. Tamjid informò quindi Hidayat che lui e quanti l'avrebbero seguito sarebbero stati accusati di insubordinazione da parte degli olandesi. Il colonnello Augustus Johannes Andresen sbarcò con le sue forze nel Borneo alla fine di aprile del 1859, ed il 29 aprile di quello stesso anno assunse il comando militare del sultanato. Il 1º maggio egli sospese le funzioni del residente e prese anche l'amministrazione civile dell'area.

### Il massacro degli europei
Il 1º maggio 1859, tutti gli europei presenti presso la miniera di carbone di Julia Hermina a Kalangan vennero uccisi, oltre agli abitanti dell'insediamento missionario presso Poctor Petak. Alla miniera, l'inglese James Motley, sua moglie ed i suoi tre figli, morirono tutti quanti durante il massacro. Hidayat rispose con lealtà agli olandesi: fu il primo ad allarmare il governo olandese su ciò che era accaduto al complesso minerario appena tre giorni dopo i fatti, ponendo sotto la propria protezione i sopravvissuti ed aiutandoli ad organizzare le difese.

### L'abdicazione e l'abolizione del sultanato
Tamjid abdicò al trono nel giugno del 1859 quando comprese di non essere in grado di continuare a regnare con una ribellione in corso. Dopo un'indagine approfondita, Andresen decise di porre la sua fiducia in Hidayat e gli chiese di portarsi a Bandjermasin per essere incoronato quale nuovo sultano. Ad ogni modo, Hidayat non era così fiducioso nella promessa di Andresen, esitando ad agire come pure a prendere la corona in un momento così particolare della storia locale. Nel frattempo, il governo di Batavia non era soddisfatto della politica attuata da Andersen e lo richiamò nell'ottobre del 1859.

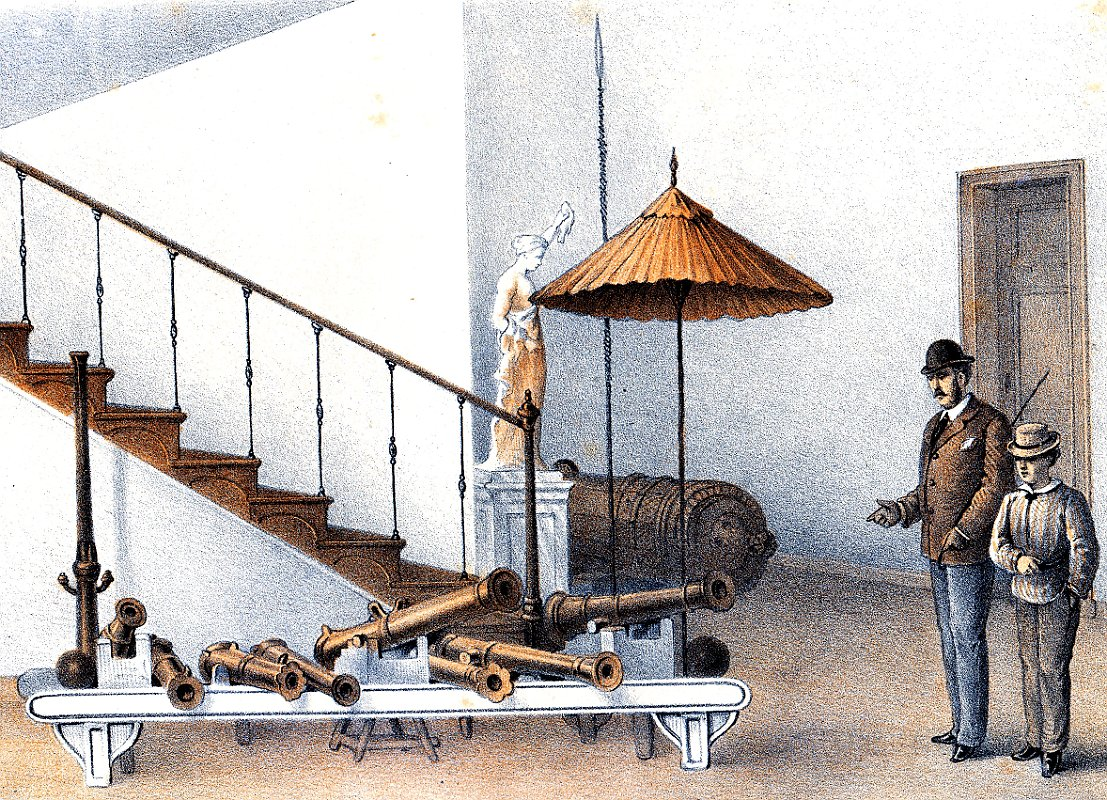
Una serie di cannoni (a destra) catturati nel kraton di Martapura nel 1859.

Pur combattendo i ribelli, il governo delle Indie olandesi dichiarò Hidayat un rinnegato e lo privò della sua posizione governatoriale. Non vedendo alcun altro possibile candidato adatto a succedere a Tamjid, gli olandesi abolirono il sultanato di Banjar e posero il territorio sotto il diretto controllo di Batavia. Non vi sono prove convincenti che lo stesso Hidayat possa aver preso parte alla rivolta contro il governo olandese. Dopo aver vagato di città in città, Hidayat si arrese infine agli olandesi all'inizio del 1862; ottenne una casa a Cianjur, ad ovest di Giava, ed un sussidio mensile di 1000 guilders provvistigli dal governo olandese, vivendo in pace sino alla fine dei suoi giorni.

### Antasari contro Verspyck
Nel frattempo, il principe Antasari ed i suoi ribelli continuarono la loro rivolta per altri tre anni. Lontano parente del precedente sovrano, Antasari aveva visto nella guerra di successione la possibilità di proporsi quale nuovo sovrano di Banjar. Ad ogni modo, il maggiore olandese Govert Verspyck si dimostrò un comandante capace e riuscì a totalizzare una serie di vittorie sulle forze del principe. Lo scoppio di un'epidemia di vaiolo portò Antasari alla morte l'11 ottobre del 1862 ed alla fine della sua parte di guerra.

## Conseguenze
La guerra si concluse con la vittoria degli olandesi nel 1863. Sporadici scontri continuarono sino al 1905.